# Використання хімічної зброї під час вторгнення Росії в Україну
З 2022 року з'являлися повідомлення про використання росіянами хімічної зброї проти України, які згодом були неодноразово підтверджені. Використання заборонено першою статтею Конвенції про заборону хімічної зброї.

## Хронологія
Повідомлення про застосування російськими військами хімічної зброї з'явилися як мінімум у листопаді 2022 року. У 2023 році заявлено про застосування «їдкого та легкозаймистого газу», а загальна кількість хімічних атак російської армії склала 465. У тому ж 2023 році російська 810-та бригада морської піхоти заявила, що використовувала сльозогінний газ у гранатах К-51 з безпілотників проти захисників України.
Другого травня 2024 року Держдепартамент США звинуватив Росію в порушенні заборони на використання хімзброї під час вторгнення в Україну. За заявами США росіяни застосовували хлорпікрин. За даними розвідки це були не поодинокі випадки.
У листопаді 2024 року Організація із заборони хімічної зброї (ОЗХЗ) визнала застосування росіянами «токсичної хімічної речовини» проти України і підтвердила порушення міжнародного права. У лютому 2025 року у другому звіті організація знову визнала використання Росією хімзброї. У червні 2025 року організація втретє підтвердила порушення міжнародного права і застосування сльозогінного газу, який росіяни називають «Сирень». За даними ОЗХЗ: 
Аналізи, проведені окремо і незалежно один від одного, призначеними лабораторіями ОЗХЗ, підтверджують, що всі гранати, зібрані з бліндажів на спостережному пункті та на позиції відпочинку, містили речовину для боротьби з заворушеннями CS, сполуки, пов'язані з CS, і/або продукти їх розпаду; ґрунт і рослинність, зібрані з місць, де були знайдені гранати, також містили CS, його прекурсори і/або продукти його розпаду; а зразок ґрунту, зібраний приблизно в 15 метрах від однієї з гранат на місці інциденту, а також зразок розчинника з рами уламків FPV-дрона також містили CS в дуже низьких кількостях.
6 травня 2025 року Рада Європейського Союзу в черговому пакеті санкцій вперше офіційно висловила звинувачення проти РФ у використанні сльозогінного газу під час проведення її війни проти України.
4 липня 2025 року з'явилися нові факти використання Росією хімічної зброї під час вторгнення Росії в Україну, що свідчать про посилення її застосування. За заявою одразу двох спеціальних служб Нідерландів (військової розвідки MIVD і служби розвідки та безпеки AIVD) виявлено докази збільшення активного застосування Росією забороненої хімічної зброї під час нападу на Україну. Російські збройні сили, на думку спецслужб, застосовували проти України удушливі засоби, які використовували гітлерівські війська.
За даними трьох розвідслужб: BND, MIVD і AIVD російські війська активно підтримують використання заборонених Женевською конвенцією речовин. Більше того, росіяни збільшують фінансування своєї програми хімічних озброєнь. За інформацією Міноборони України, росіяни понад 9000 разів використовували хімзброю під час спроб окупації України, і зафіксовані випадки смертей через таке застосування.

## Приклади використання
Російські війська застосовують заборонену зброю, як у гранатах, так і в посилуваних ними в Україну іранських дронах Шахед (які вони називають Герань).
Зокрема, у 2023 році в Кринках росіяни скидали сльозогінний газ у гранатах К-51 з безпілотників.
У 2024 році газ був застосований на Дніпропетровщині поблизу сіл Ільїнка і Мар'ївка. Це підтверджено виявленням слідів газу як у ґрунті, так і у воді; інтерв'ю військовослужбовців, виявленням ручних гранат РГ-ВО і показом російським каналом RT використання військовими цих гранат.
У 2025 році ГУР України заявив про застосування хімзброї біля Щербаки в Запорізькій області.